# Ed Gillespie
Edward Walter Gillespie dit Ed Gillespie est un homme politique américain né le 1er août 1961 à Mount Holly.

## Biographie

### Conseiller politique
Après avoir été un proche conseiller de Dick Armey et avoir aidé à rédiger le Contract with America, Gillespie devient lobbyiste. Il fonde notamment le cabinet Quinn Gillespie & Associates en 2000 avec le conseiller de Bill Clinton Jack Quinn,.
Au début des années 2000, il participe à plusieurs campagnes électorales en tant que conseiller. Durant l'été 2003, il est nommé à la tête du comité national républicain. Il est alors reconnu pour son intention d'ouvrir le parti aux minorités. Il quitte son poste après les élections de 2004, qui voient le parti conserver la présidence et les deux chambres du Congrès.
En juin 2007, il est nommé conseiller du président des États-Unis George W. Bush.

### Candidatures en Virginie
Il se présente aux élections sénatoriales américaines de 2014 en Virginie. La veille de l'élection, les sondages lui donnent en moyenne dix points de retard sur le sénateur démocrate sortant Mark Warner. Gillespie manque finalement l'élection de justesse, battu de seulement 16 000 à 17 000 voix sur plus de deux millions,.
En raison de son bon score aux sénatoriales, les commentateurs politiques commencent à évoquer son nom pour l'élection du gouverneur de Virginie en 2017. Gillespie confirme son intention de se présenter en octobre 2015. Alors qu'il est donné grand favori pour la nomination républicaine, il ne remporte les primaires qu'avec une faible avance sur le conservateur Corey Stewart (43,8 % contre 42,5 %). Pour l'élection générale, il affronte le lieutenant-gouverneur démocrate Ralph Northam. Longtemps distancé dans les sondages, il effectue une percée dans les dernières semaines de la campagne, en promettant de lutter contre l'immigration illégale et le retrait des monuments confédérés. En novembre 2017, il est battu plus facilement que prévu par Northam, ne rassemblant que 45 % des suffrages contre 54 % pour le démocrate.